# Episodi di Daltanious
Daltanious (未来 ロボ ダルタニアス?, Mirai Robo Darutaniasu) è una serie anime di genere mecha (robotico) prodotto dalla Sunrise e dalla Toei Animation in collaborazione.

Dani, Manabu e Kento, il dottor Earl, Tanosuke, Jiro e Mita, Sanae.

La serie, composta di 47 episodi, è stata realizzata nel 1979, e trasmessa per la prima volta in Italia nel 1981 da varie televisioni regionali.

## Lista episodi
| Nº | Titolo italiano Giapponese 「Kanji」 - Rōmaji | In onda           | In onda |
| Nº | Titolo italiano Giapponese 「Kanji」 - Rōmaji | Giapponese        |         |
| 1  | Ribellione 「戦火の中に立ち上がれ!」 - Senka no nakani tachiagare! | 21 marzo 1979     |         |
| 1  | Kento, a capo di una banda di orfani, non esita a rubare al mercato cittadino per poter mangiare; mentre lui e gli altri stanno fuggendo scoprono ed attivano la base spaziale del dottor Earl, risvegliandolo da un sonno criogenico. Per contrastare un robot nemico in avvicinamento Kento e Dany vengono mandati all'attacco a bordo di Antares e Gumper. |                   |         |
| 2  | Terrore dal cielo 「謎の第3ロボット」 - Nazo no dai 3 robotto – "Il misterioso terzo robot" | 28 marzo 1979     |         |
| 2  | Earl narra ai ragazzi le tristi vicende che lo hanno portato sulla Terra, in fuga dal proprio pianeta d'origine attaccato dagli Akron, lui col piccolo principe Harlin atterro sulla Terra, ma ora ha scoperto che Harlin si svegliò per sbaglio prima di lui e scomparve. Lo scienziato spiega a che devono trovare il leone-robot Beralios che unito ai veicoli di Kento e Dany, formano il robot Dalatanious, intanto un intero esercito di robot marcia in direzione della base e Kento e Dany sono in difficoltà. Earl distrae il nemico con un'immagine tridimensionale di Beralios e i due giovani riescono a rovesciar le sorti della battaglia. |                   |         |
| 3  | Il ritorno di Beralios 「目覚めよ 銀河の獅子」 - Mezameyo ginga no shishi – "Svegliati, leone della galassia" | 4 aprile 1979     |         |
| 3  | Per riuscire a vincere contro gli Akron è necessario ritrovare Beralios. Mentre Kento e Dany lo cercano vengono attaccati. Ad un certo punto da Kento fuoriesce un'energia ultraterrena che risveglia Beralios. Seguendo le istruzioni di Earl Daltanious fa la sua apparizione, che ribalta la situazione. Earl scopre che Kento è in realtà il figlio del principe Harlin. |                   |         |
| 4  | Vivere da principi 「剣人は未来の皇帝陛下」 - Kenjin wa mirai no kōtei heika – "Kento, imperatore del futuro" | 11 aprile 1979    |         |
| 4  | Earl prepara per Kento una stanza reale all'interno della base, mentre gli altri ragazzi finiscono nello scantinato. All'improvviso appare un'enorme statua raffigurante l'imperatore Nishimura; accorsi sul posto Jiro e Tanosuke vengono imprigionati dal mostro nemico ed usati come scudo contro Daltanious. A fine episodio Kento recupera un vecchio camper da usare come casa per lui e i suoi amici fuori dalla base |                   |         |
| 5  | Gli ostaggi 「七人の絆は固く」 - Nana nin no kizuna wa kataku – "L'indissolubile legame dei sette" | 18 aprile 1979    |         |
| 5  | Earl cerca di convincere gli amici di Kento a far sì che il principe accetti il suo ruolo, ma il ragazzo non ne vuole sapere e se ne va. Intanto delle spie degli Akron riescono a prendere come ostaggi Sanae, Jiro, Mita e Tanosuke e a legarli su croci di legno in cima alla collina per usarli come esche. Avvisato da Manabù e con l'aiuto di Dany, Kento riesce a liberarli. |                   |         |
| 6  | Gamerot 「ガメロットここに登場」 - gamerotto kokoni tōjō | 25 aprile 197     |         |
| 6  | Manabu, col supporto di Tanosuke e Jiro, costruiscono Gamerot, un mini robot a forma di tartaruga a tre strati. Appena appare il mostro nemico, Gamerot si lancia all'attacco; lo scontro è irto di difficoltà per Daltanious, ma è proprio grazie all'insperato aiuto di Gamerot che Daltanious vince. |                   |         |
| 7  | Il generale Herman 「剣人は自由に生きるんだ」 - tsurugi nin ha jiyū ni iki runda | 2 maggio          |         |
| 7  | Un militare di alto grado delle forze armate di difesa terrestri si reca in visita alla base di Earl con la pretesa di prenderne il comando, ma rimane scioccato quando viene a sapere che è tutto nelle mani di una banda di ragazzini non addestrati. Tuttavia dopo averli visti in azione contro il nemico Herman se ne va. |                   |         |
| 8  | Perfida 「お母さんが欲しい」 - o kaasan ga hoshii | 9 maggio 1979     |         |
| 8  | Una donna si presenta ai ragazzi chiedendo di poter adottare Mita, molto somigliante alla propria figlioletta morta da poco. In realtà si tratta di una creatura degli Akron al diretto servizio del generale Nesia, la quale vuole rapire la bambina per distruggere Daltanious. Ma gli eroi riescono a salvarla |                   |         |
| 9  | Nelle fauci del mostro 「飛んで飛んでそして泣け」 - ton de ton desoshite nake | 16 maggio 1979    |         |
| 9  | Jiro conosce un ragazzino suo coetaneo che sta cercando sua madre. Jiro, geloso, gli dà false informazioni e la madre viene coinvolta in una battaglia. Jiro si pente e corre dal ragazzino per aiutarlo a ricongiungersi con la madre. |                   |         |
| 10 | Tragico destino 「怒りのつぶて戦法」 - ikari notsubute senpō | 23 maggio 1979    |         |
| 10 | Una banda di mototeppisti aggredisce Sanae e Dani si mette subito sulle loro tracce. Li trova e scopre che il capo è Saburo, suo compagno di cella al carcere minorile. |                   |         |
| 11 | La prova del fuoco 「おいらは最後の江戸っ子だい」 - oiraha saigo no edokko dai | 30 maggio 1979    |         |
| 11 | Jiro e Tanosuke litigano ed entrambi chiedono a Kento lezioni di lotta. In questo frangente Kento ripensa a quand'era ancora un bambino e agli insegnamenti ricevuti dal caro nonno Tomoya. |                   |         |
| 12 | Sanae in pericolo 「お姉ちゃんを救え 恐怖の宇宙病」 - o neechan wo sukue kyōfu no uchū byō | 6 giugno 1979     |         |
| 12 | Durante i lavori di pulizia alla base di Earl Sanae entra in una stanza segreta e si ferisce con una sostanza letale. Per salvarla è necessario prelevare un pezzo interno del robot nemico che nel frattempo è arrivato a distruggere la base. Dany, ripensando a quando la ragazza lo trovo ferito, non sapendo chi fosse, riesce nell'impresa |                   |         |
| 13 | Tanosuke si innamora 「男はらぺこ涙の戦い」 - otoko harapeko namida no tatakai | 13 giugno 1979    |         |
| 13 | Tanosuke perde la testa per Hayama, una ragazza gentile e molto carina. Tuttavia non sa che il suo cuore è già impegnato. |                   |         |
| 14 | Un'amicizia 「もう1匹の仲間」 - mō 1 hiki no nakama | 20 giugno 1979    |         |
| 14 | Jimmy viene rapito dagli Akron che gli fanno il lavaggio del cervello. Jiro riesce a farlo rinsavire facendogli ricordare il loro travagliato passato. |                   |         |
| 15 | Una festa indimenticabile 「祭り太鼓だ宇宙の大将」 - matsuri taiko da uchū no taishō | 27 giugno 1979    |         |
| 15 | Manabu ripristina l'energia elettrica in città e gli abitanti organizzano una festa. La comparsa di un robot nemico rovina tutto quanto. |                   |         |
| 16 | Il tranello 「はねかえせ食いしん坊作戦」 - hanekaese kui shin bō sakusen | 4 luglio 1979     |         |
| 16 | Kento e gli altri trovano del cibo che poi si scoprirà essere avvelenato, quindi decidono di bruciarlo. Tanosuke però cede alla tentazione e mangia una mela, diventando schiavo degli Akron. Finisce così per distruggere lo scudo della base. Rinsavisce, ma è tormentato dai sensi di colpa, e quindi si infiltra su un'astronave nemica e la distrugge. |                   |         |
| 17 | Il suono delle campane 「学校には何がある」 - gakkō niha nani gaaru | 11 luglio 1979    |         |
| 17 | Viene aperta una scuola e Mita chiede agli altri il permesso di andarci. Durante la visita dei genitori Kento e Sanae scoprono che i bambini sono stati ipnotizzati dagli Akron. Ma Kento riesce a salvarli |                   |         |
| 18 | Un colpo di fulmine 「顔じゃないよ心だよ」 - kao janaiyo kokoro dayo | 18 luglio 1979    |         |
| 18 | Tanosuke perde la testa per un'altra ragazza, questa volta sembra essere ricambiato ma la ragazza decide di andarsene per ritrovare sua madre. |                   |         |
| 19 | Il maestro 「宿題はベムボーグ採集」 - shukudai ha bemubogu saishū | 25 luglio 1979    |         |
| 19 | Jiro e Manabu catturano un insetto spia degli Akron e conoscono Miki che li invita a vedere la sua collezione. Gli Akron credendo di essersi intrufolati nella base attivano il mostro che comincia a distruggere tutto. Quando Miki si risveglia racconta al padre che i suoi amici sono in pericolo. |                   |         |
| 20 | L'invasione delle stelle marine 「海中ハリケーン脱出不能」 - kaichū havriken dasshutsu funō | 1º agosto 1979    |         |
| 20 | Jiro vende a Toragoro del cibo in scatola trovato su un relitto. Il giorno dopo dalle scatole fuoriescono delle stelle marine che si riuniscono per formare un mostro. |                   |         |
| 21 | Cratus il guerriero dello spazio 「宇宙の戦士クレイタス」 - uchū no senshi kureitasu | 15 agosto 1979    |         |
| 21 | Un ex-soldato di Elios si reca sulla Terra per confutare le voci sulla presunta presenza del principe ereditario. |                   |         |
| 22 | Il robot professore 「特訓ロボ 涙の大変身」 - tokkun robo namida no taihen mi | 22 agosto 1979    |         |
| 22 | Earl costruisce un robot per obbligare Kento a studiare; gli Akron riprogrammano il robot per uccidere il principe. |                   |         |
| 23 | La tigre dello spazio 「銀河の虎ガスコン」 - ginga no tora gasukon | 29 agosto 1979    |         |
| 23 | Kalinga, un famoso guerriero conosciuto come Tigre dello Spazio si reca sulla Terra per vedere Kento. Gli Akron creano un doppione di Daltanious e della Tigre dello Spazio con lo scopo di mettere l'uno contro l'altro. |                   |         |
| 24 | L'inganno 「悲しきベラリオスの涙」 - kanashi ki berariosu no namida | 5 settembre 1979  |         |
| 24 | Gli Akron mandano Magalia l'ex-compagna di Beralios a combattere Daltanious consapevoli del fatto che Beralios non può combattere contro di lei. |                   |         |
| 25 | Il perdono di Danji 「弾児に涙は似合わない」 - dan ji ni namida ha niawa nai | 12 settembre 1979 |         |
| 25 | Dany trova l'assassino che ha incastrato suo padre, condannato a morte. Dany ordina all'uomo di costituirsi per provare l'innocenza del padre quando arriva un mostro ad attaccare la base. |                   |         |
| 26 | Faccia a faccia 「添う司令官クロッペンの挑戦」 - sō shireikan kuroppen no chōsen | 19 settembre 1979 |         |
| 26 | Kento riceve una lettera, ma è una trappola. Il supremo Kloppen incontra Kento e gli dice di essere il capo degli invasori. Nel frattempo Dani accorre in aiuto del compagno ed ingaggiano uno scontro diretto con Kloppen. Kento vince ma Kloppen si mette in salvo prima che il mostro esploda. |                   |         |
| 27 | Un folle rischio 「ダルタニアス決死圏突破」 - darutaniasu kesshi ken toppa | 26 settembre 1979 |         |
| 27 | Viene individuata la base segreta nemica sulla Luna. Kento e Dany decidono di partire di nascosto per distruggere una volta per tutte gli Akron, ma vengono sorpresi a metà strada da una flotta nemica. Per proseguire Daltanious dovrà passare sul cadavere del generale Prozar. |                   |         |
| 28 | Attacco sulla Luna 「ザール月基地へ大攻撃開始」 - zaru tsukikichi he dai kōgekikaishi | 10 ottobre 1979   |         |
| 28 | Ricorrendo all'astuzia Dany si impossessa dell'astronave del generale Savada ed entra nella base nemica per poi aprire l'entrata ai suoi compagni, lasciando fuori i nemici. La base nemica viene distrutta e gli Akron costretti a ritirarsi. |                   |         |
| 29 | Operazione energia 「火炎剣大パワーアップ作戦」 - kaen tsurugi dai pawaappu sakusen | 17 ottobre 1979   |         |
| 29 | Un robot nemico con una corazza impenetrabile mette in seria difficoltà Daltanious. L'attacco viene rimandato e nel frattempo il dr. Earl escogita un modo per potenziare la forza di Daltanious. |                   |         |
| 30 | La principessa Florinda 「宇宙からの花嫁志願」 - uchū karano hanayome shigan | 24 ottobre 1979   |         |
| 30 | La principessa Florinda vede in Kento un buon partito e fa di tutto per farlo innamorare di lei e diventare la futura imperatrice di Elios. Kento è insensibile alle avances di Florinda che non demorde e decide di restare sulla Terra finché non avrà raggiunto il suo scopo. |                   |         |
| 31 | Un incontro importante 「地球へ向かう謎の奴隷船」 - chikyū he muka u nazo no doreisen | 31 ottobre 1979   |         |
| 31 | Durante la battaglia di Akron, Kento rivede il volto del principe Harlin, che in realtà è suo padre, ma Kento sostiene che non è vero. In seguito, nell'astronave durante la distruzione, il principe Harlin scompare misteriosamente. |                   |         |
| 32 | La storia del principe Harlin 「さすらいの父・隼人の秘密」 - sasuraino chichi. hayato no himitsu | 7 novembre 1979   |         |
| 32 | Alla cerimonia funebre del padre di Kento, i due impresari funebri in realtà sono dei soldati di Akron, che si sono introdotti nella base spaziale terrestre. Intanto Kento va a trovare un superstite nell'astronave del principe Harlin del pianeta Helios. Il superstite (il principe Ramos) racconta tutta la storia del principe Harlin. Durante un incontro, Manabù, avvisa Kento che in realtà il principe Harlin è ancora vivo. Ma i soldati degli Akron rapiscono il superstite del pianeta Helios. Durante la partenza di Daltanious il dottor Earl avvisa Kento e Dany che si tratta di una trappola. Il principe Ramos viene portato all'interno del mostro, Daltanious colpisce il mostro e salva il principe Ramos, riportandolo poi alla base spaziale del dottor Earl. Qui Ramos racconta le sue avventure fino ad allora ma viene interrotto dall'arrivo di un mostro. Il Dottor Earl e Sanae fuggono. Kento rimane con Ramos che viene ucciso. Daltanious combatte il mostro e lo colpisce con la spada infuocata. |                   |         |
| 33 | Chi è Kloppen 「謎のクロッペンの正体」 - nazo no kuroppen no shōtai | 14 novembre 1979  |         |
| 33 | Kalinga, giunge sulla Terra e si dirige alla base terrestre del dottor Earl portando con sé un'imponente flotta di alleati, comandati dai più famosi generali della galassia per combattere in nome del principe Kento: quest'aiuto improvviso e del tutto insperato rinnova le speranze di Earl di veder un giorno Kento sul trono del risorto Impero di Elios, anche se lui non sa fare di meglio che presentarsi davanti a loro in mutande. Il mega-imperatore di Zaar intanto, saputa la novità, ordina immediatamente a Kloppen di togliersi la maschera che gli celava il volto fin da quando era un bambino e di mostrarsi a tutti. Davanti a degli sbigottiti spettatori e innalzando il vessillo di Elios il supremo Kloppen si fa avanti e proclama di essere Harlin: ha difatti il viso identico al legittimo erede al trono. Il vecchio Namel, somatologo dell'antico Impero e ora collaboratore degli Akron, spiega che alla nascita di Harlin ne venne creato un clone; sarebbe stato quest'ultimo ad essere portato via da Earl. Anche Kento quindi risulta non esser altro che un fantoccio figlio di un biodroide. Per distinguerli sul braccio sinistro del vero principe fu impressa la stella di Elios: Kloppen ha quel segno. Tutti i generali ad eccezione di Kalinga passano dalla parte degli Akron; quest'ultimo s'immola a difesa e protezione di Daltanious, ma muore in seguito alla battaglia contro un robot                                          |                   |         |
| 34 | Il perdono del guerriero 「おれは人間,地球の剣人だ」 - oreha ningen, chikyū no tsurugi nin da | 21 novembre 1979  |         |
| 34 | Florinda e la sua dama di compagnia - nonché consigliera - decidono di lasciare immediatamente la Terra, colme di delusione per non esser riuscite ad accalappiare rispettivamente l'erede al trono ed il primo scienziato di corte. Nel frattempo il generale Salim, uno di quelli che ha abbandonato Kalinga, si accorda con Kloppen per tendere un tranello a Daltaniousd e fa prigioniera Florinda. Appena ricevuta la notizia Kento si reca in direzione della grotta sull'isola dove viene trattenuta la principessa. Purtroppo per lui era tutto un inganno: la stessa Florinda ha fatto in modo che Kento venisse attirato in quel luogo sperduto ed ucciso al posto suo, sicurissima che la propria libertà valga in fin dei conti molto più della vita del figlio d'un fantoccio biodroide. Nonostante tutto questo Daltanious finisce col metter in salvo l'astronave delle due donne e farle partire dalla Terra incolumi: Kento si sente un uomo vero, nelle sue vene scorre sangue umano! Intanto il dottor Earl, disperato, non sa più che pesci pigliare. |                   |         |
| 35 | Tradimento 「誇り高き反逆者アール博士」 - hokori takaki hangyakusha aru hakase | 28 novembre 1979  |         |
| 35 | Kloppen si ripresenta al cospetto di Earl intimandogli di rinunciare a qualsiasi tipo di resistenza contro di lui, se non vuole passare per uno sporco traditore davanti a tutti i popoli della galassia. Scosso, il dottore stenta a riprendersi. Sanae allora lo invita nel centro cittadino di Kainan: un ex-asilo è stato riadattato in ospedale per portar soccorso ai bambini feriti e rimasti orfani a causa del conflitto. I piccoli sono a dir poco entusiasti nel veder finalmente il "dottore dello spazio", colui che ha costruito Daltanious con l'intento di difendere tutti gli abitanti del pianeta dall'invasione degli Akron. Di fronte all'ennesimo però Earl non attiva i meccanismi di difesa: non riesce più ad opporsi a Kloppen, riconosciuto oramai come principe d Helios, e non se la sente di venir meno al proprio giuramento di fedeltà alla famiglia del passato imperatore. Stacca l'interruttore generale rendendo così inutilizzabili tutti gli apparecchi della base. I bambini dell'ospedale, giunti in visita alla base, rischiano di rimanere coinvolti ed essere colpiti; Earl si lancia fuori a piedi cercando di aiutarli. Mentre porge soccorso a Masabo, un ragazzino zoppo, consegna a Kento la chiave che riattiva la base: Daltanious può così partire ed affrontare il nemico. Earl ha capito che difendere la giustizia e la pace sulla Terra contro il rinnegato Kloppen è cosa più importante di qualsiasi giuramento di fedeltà. |                   |         |
| 36 | Trattato di pace 「たった一人の反乱軍」 - tatta hitori no hanran gun | 31 dicembre 1979  |         |
| 36 | Kloppen propone un trattato di pace con le forze di difesa terrestri, a patto che Kento venga esiliato e gli sia da allora in poi impedito di pilotare Daltanious. Quella notte, Antares e Beralios si dirigono verso la Luna: Kento vuole nuovamente tentare un attacco contro gli Akron sul loro territorio. Ma questi in massa mettono facilmente sotto assedio la base di Earl e, nel contempo, attaccano le forze terrestri in mare. Sulla Luna Kento viene aiutato da un seguace di Kalinga rimastogli fedele anche dopo la sua morte; con l'arrivo di Dany può formarsi Daltanious e distruggere il robot avversario. Ciò provoca la veloce ritirata degli Akron. |                   |         |
| 37 | La nave maledetta 「パニックの港町」 - panikku no minatomachi | 12 dicembre 1979  |         |
| 37 | Una nave di profughi viene attaccata in mezzo all'oceano da un robot Akron che spruzza loro addosso uno strano gas: soccorsa da Daltanious l'imbarcazione è da questi condotta al sicuro verso il porto di Kainan. Gli abitanti temono però possa diffondersi un'epidemia; difatti presto tutti coloro che si trovano a bordo cominciano ad esser scossi da una febbre altissima che li fa svenire. Per paura d'esser contagiati da un morbo infettivo i cittadini cercano d'incendiarla, mentre ancora tutti i malati si trovano a bordo; Kento riesce a condurli alla base di Earl il quale li mette in quarantena. La gente di Kainan però non si dà per vinta e un gruppo di facinorosi si dirige in direzione della base con intenzioni ostili; Kento li affronta a muso duro, fino a quando però anche lui non inizia a sentirsi male. Gli Akron chiedono venga loro consegnato Kento ed egli accetta spontaneamente di esser fatto prigioniero, ma riesce subito dopo a fuggire; tocca come sempre a Daltanious affrontare e sconfiggere il robot nemico. Viene infine appurato che il morbo non è pericoloso. |                   |         |
| 38 | Il ritorno di Harlin 「危うしハーリン,孤島の対決」 - abunau shi harin, kotō no taiketsu | 19 dicembre 1979  |         |
| 38 | Il capitano della nave dei naufraghi porta a Kento una capsula, recuperata durante il loro lungo e fortunoso viaggio della speranza, contenente un messaggio di Harlin: Kento, appena ricevuta l'insperata notizia riguardante la possibile avvenuta sopravvivenza del padre si precipita a bordo di Daltanious alla volta d'un'isoletta tropicale. Kloppen, venuto a sapere che Daltanious si sta dirigendo verso la zona meridionale dell'Oceano Pacifico, ordina a Nesia di pedinarlo ed ella ne intercetta le comunicazioni: presto anche gli Akron corrono a precipizio in quella regione. Visto un uomo che assomiglia al padre inseguito dagli Akron Kento gli porge il suo aiuto; ma questi si rivela essere nient'altro che Kloppen travestito il quale, con questo stratagemma, riesce a far prigioniero il ragazzo: riesce così a far uscire allo scoperto Harlin, dal folto della foresta in cui si trovava fino ad allora nascosto. Ma il provvidenziale intervento di Beralios fa sì che Kento ed Harlin si possano mettere in salvo; tocca infine a Daltanious sbarazzarsi del mostro da combattimento. 39 |                   |         |
| 39 | I disertori 「銀河に賭ける父・隼人」 - ginga ni kake ru chichi. hayato | 26 dicembre 1979  |         |
| 39 | Quello che pare essere a prima vista un gruppo di disertori chiede di esser accettato e messo al servizio di Harlin; a bordo d'una navicella spaziale sono sfuggiti dal controllo degli Akron ed ora chiedono asilo sulla Terra. Si tratta però dell'ennesimo trucco: hanno ricevuto l'ordine di uccidere Harlin, se non vogliono che i componenti delle loro famiglie, tenuti in ostaggio, vengano giustiziati. Il padre di Kento - appena saputa la verità - non esita un istante ad offrir la propria vita, se un tal sacrificio è utile per salvar degli esseri umani innocenti. Colpiti in maniera profonda ed indelebile dall'estrema nobiltà d'animo del principe, i componenti del gruppo rinunciano alla missione e si ritirano: mentre Daltanious è impegnato nel combattimento conto il robot mandatogli contro, il comandante del drappello dei disertori si scaglia - sotto il fuoco nemico - con tutta la navicella addosso alla nave spaziale degli Akron. |                   |         |
| 40 | Il segreto di Namel 「あばかれたクローンの秘密」 - abakareta kuron no himitsu | 3 gennaio 1980    |         |
| 40 | Dopo l'ennesimo tentativo fallito da parte di Kloppen di eliminare Harlin, il mega imperatore Ormen ordina al suo subalterno di far assassinare Namel; il vecchio, che pare possedere un prezioso segreto, un attimo prima d'esser ucciso a bordo della propria navetta lancia nello spazio in direzione della Terra un oggetto, che si rivela esser un videomessaggio. Entratone in possesso il dottor Earl lo fa decifrare: si viene così a sapere la verità su Kloppen ed Harlin. Namel ha creato Kloppen dopo che Earl fuggì col piccolo Harlin, in tal modo un sostituto - una copia perfetta! - avrebbe preso il suo posto a fianco del Mega-imperatore: l'effigie imperiale, la croce di Helios, è visibile sul braccio d'entrambi; solo che quella del biodroide è destinata a svanire appena entrerà in contatto coi raggi ultravioletti in quanto ha la pelle che cambia colore se messa direttamente a contatto col Sole, vero motivo per cui Kloppen indossa la maschera. Earl è al settimo cielo dalla gioia. |                   |         |
| 41 | Kloppen in crisi 「裏切りの移動要塞」 - uragiri no idō yōsai | 9 gennaio 1980    |         |
| 41 | Kloppen è sotto choc: è lui ad esser sempre stato nient'altro che un fantoccio nelle mani di Ormen! Non ricevendo alcuna risposta né spiegazione da parte del Mega-imperatore, medita una tremenda vendetta, ora che tutti i suoi sottoposti sembrano volerlo abbandonare al suo triste destino. Nel frattempo uno dopo l'altro tutti i popoli della galassia vengono a conoscenza del fatto che Harlin è il legittimo erede al trono imperiale e le rivolte contro Zaar si moltiplicano. Intanto un gruppo di ex guardie speciali al servizio di Kloppen fa prigioniero il vecchio comandante con l'intenzione di consegnarlo ad Harlin in cambio d'aver salva la vita e poter così passare dalla loro parte. Kento però rifiuta ogni sorta di compromesso e li affronta: proprio nel momento in cui si trova in maggior difficoltà contro il robot avversario Kloppen, liberatosi e tornato nuovamente in possesso della propria astronave, aiuta Daltanious contro il mostro salvando così la vita al principe Kento. Poi se ne vola via verso lo spazio buio, grato a Kento per avergli donato - col suo comportamento indomito e coraggioso, nonostante ogni avversità - forza e rinnovata volontà. |                   |         |
| 42 | Una trappola per Kloppen 「人間クロッペン,新たなる戦い」 - ningen kuroppen, arata naru tatakai | 23 gennaio 1980   |         |
| 42 | Sembra che il Mega-Imperatore voglia concedere un'unica possibilità a Kloppen: deve uccidere una volta per tutte Harlin! Contemporaneamente però nomina Nesia nuovo comandante supremo ordinando di far giustiziare Kloppen: il compito viene affidato a Boider. Alla base terrestre Earl continua a ricevere messaggi d'alleanza da parte di vari pianeti sparpagliati in tutta la galassia. Kloppen sfida in un duello all'ultimo sangue Harlin, ma Kento prende il suo posto: se verrà sconfitto, sia lui che il padre verranno uccisi. Durante lo scontro appare l'astronave di Boider che cerca d'intromettersi; mentre Kento porta in salvo il padre ed Earl, Kloppen affronta il suo ex generale e viene così a conoscenza dell'ennesimo inganno da parte di Ormen. Alla fine, mentre Daltanious affronta il robot da combattimento, Kloppen s'introduce nella nave di Boider e riesce a passarlo a fil di spada. Poi si alza in volo e ancora una volta aiuta Kento prima di volarsene via in cielo. |                   |         |
| 43 | Impresa eroica 「激闘,ダルタニアス対移動要塞」 - gekitō, darutaniasu tsui idō yōsai | 30 gennaio 1980   |         |
| 43 | Alla base terrestre si continuano a ricever messaggi e proposte d'alleanza da tutti gli angoli della galassia; Harlin informa il dottor Earl che devono partire il più presto possibile in soccorso dei popoli ribelli: prima però è necessario distruggere la base d'attacco nemica contro la Terra. A bordo dell'astronave di Boider Kloppen s'introduce nella fortezza mobile di Nesia, nuovo quartier generale, e comincia a sparare: anche Daltanious accorre a dare man forte e, introdottosi nella sala dei motori atomici, li fa saltare mettendo in tal modo fuori combattimento l'intera nave spaziale. Intanto, venuti a sapere dell'imminente partenza, anche gli amici di Kento chiedono di poter andar con lui; ricevono però un netto rifiuto. Ora che il pianeta si trova oramai al sicuro Earl, assistito da Manabù, Kento, Dany e Harlin si preparano al viaggio interstellare che li aspetta. Kloppen è diventato un fidato alleato di Daltanious contro l'impero di Zaar. |                   |         |
| 44 | Viaggio nel cosmo 「出撃,アダルス基地」 - shutsugeki, adarusu kichi | 13 febbraio 1980  |         |
| 44 | Annientata la fortezza mobile di Nesia, la base terrestre si alza in volo; la sera prima della partenza Kento ha una discussione con gli amici, che non accettano il fatto d'esser lasciati a terra: anche Toragoro è deluso per l'esclusione. Ricevuto un messaggio da quelle che si fanno passare per truppe alleate, s'accorgono troppo tardi ch'è invece l'ennesimo tranello perpetrato dagli Akron; durante l'attacco Harlin rimane gravemente ferito. Nel momento in cui Earl e Manabù si vengono a trovar nella massima difficoltà ecco però comparire i vecchi amici, imbarcatisi di nascosto la notte precedente e, grazie al loro aiuto, conducono immediatamente Harlin in infermeria. Daltanious nel frattempo distrugge una volta per tutte l'astronave di Mitzuka. |                   |         |
| 45 | In lotta contro la morte 「父よ,よみがえれ」 - chichi yo, yomigaere | 20 febbraio 1980  |         |
| 45 | Kloppen combatte contro il generale Savada, mentre la base spaziale si dirige su Elios. Il principe Harlin è molto grave e necessita di un trapianto di cuore. Kloppen è gravemente ferito e soccorso da Daltanious, che lo porta nella base. Lì Kloppen si rende conto di avere poco da vivere e offre il suo cuore a Harlin, uccidendosi davanti a tutti. Atterrati su Elios, Kento si ritrova a proteggere l'astronave dalle forze nemiche, mentre Earl aiutato da Sanae opera il principe, ma in aiuto dell'eroe arrivano diverse forze ribelli nascoste nel pianeta, permettendo a Daltanious di uccidere Savada. L'operazione va a buon fine. |                   |         |
| 46 | Alla conquista di Zaar 「嵐のザールへ,全艦発進せよ」 - arashi no zaru he, zenkan hasshin seyo | 27 febbraio 1980  |         |
| 46 | Daltanious, con un grande esercito di ribelli giunti da ogni parte, va alla conquista di Zaar. Il pianeta però è difeso da tre satelliti che creano una barriera impenetrabile. Daltanious utilizza l'energia superatomica, mai provata prima, per oltrepassare la barriera e distrugge i satelliti, uccidendo anche l'ultimo generale rimasto, Nesia. Atterrati, Daltanious combatte contro un twinborg che sconfigge facilmente; mentre esplode, esce una capsula con il mega imperatore, che è uguale all'imperatore Nishimura, nonno di Kento e padre di Harlin. |                   |         |
| 47 | La tragedia di Ormen 「ドルメンの悲劇」 - dorumen no higeki | 5 marzo 1980      |         |
| 47 | Tutti sono sconvolti dal vero volto del nemico, compreso Harlin risvegliatosi dopo l'intervento. Ma alla luce del sole la sua pelle cambia e si scopre che è un biodroide. Il falso Ormen allora racconta che i biodroidi erano usati nell'impero di Elios come "pezzi di ricambio" ed erano uccisi quando non servivano più. Ribellatosi a questo, decise di combattere Elios e distruggerla. Tutti sono sconvolti dalla notizia, ma subito con un robot gigantesco, Ormen attacca di nuovo Daltanious e lo imprigiona, mandandolo a morire contro due stelle vicine. Kento riesce a liberarsi usando l'energia subatomica e a uccidere Ormen. A questo punto Harlin non vuole più ricreare l'impero, ma una repubblica che garantisca a tutti libertà. Harlin e Earl rimangono su Elios, Kento e gli altri tornano sulla Terra a ricostruire quanto era stato distrutto. |                   |         |